# Степной (Красноармейский район)
Степной — упразднённый посёлок в Красноармейском районе Челябинской области России. Входил в состав Озёрного сельского поселения. Исключен из учётных данных в 2023 году.

## География
Посёлок находится на северо-востоке Челябинской области, в лесостепной зоне, на правом берегу реки Чёрной (приток Миасса), на расстоянии 18 километров (по прямой) к юго-западу от села Миасского, административного центра района. Абсолютная высота 189 метров над уровнем моря.

## Население
| 1970 | 1977 | 1983 | 1997 | 2002 | 2008 | 2010 |
| ---- | ---- | ---- | ---- | ---- | ---- | ---- |
| 85   | ↘54  | ↘18  | ↘5   | ↘2   | ↗3   | ↘0   |
| 2021 |      |      |      |      |      |      |
| →0   |      |      |      |      |      |      |